# پایگاه هوایی ماراتون
پایگاه هوایی ماراتون (به انگلیسی: Marathon Aerodrome) یک فرودگاه همگانی با کد یاتا YSP است که یک باند فرود آسفالت دارد و طول باند آن ۱۱۹۹ متر است. این فرودگاه در کشور کانادا قرار دارد و در ارتفاع ۳۱۵ متری از سطح دریا واقع شده‌است.